# Beatriz Susana Halak
Beatriz Susana Halak (Buenos Aires, 15 de mayo de 1950) es una docente y política argentina del Partido Justicialista, que se desempeñó como senadora nacional (2001-2003) y diputada nacional (2007-2009) por la provincia de Córdoba.

## Biografía
Se recibió de profesora de enseñanza elemental y primaria, ejerciendo como docente.
En la década de 1990, fue diputada provincial y senadora provincial. En 2001 fue electa convencional para la reforma de la Constitución de la Provincia de Córdoba por Unión por Córdoba.
En las elecciones legislativas de 2001, fue electa senadora nacional junto con Juan Carlos Maqueda. Por sorteo, les correspondió un mandato de dos años. Integró el bloque del Partido Justicialista y fue vocal en las comisiones de la Biblioteca del Congreso de la Nación; de Reforma del Estado y Seguimiento de las Privatizaciones; de Derechos y Garantías; de Sistemas, Medios de Comunicación y Libertad de Expresión; de Educación, Cultura, Ciencia y Tecnología; de Defensa Nacional; y de Salud y Deporte. También fue representante ante el Parlamento Latinoamericano.
Renunció al Senado unos meses antes de finalizar su mandato, para postularse como candidata a viceintendenta de la ciudad de Córdoba, integrando la fórmula de Unión por Córdoba encabezada por Alfredo Keegan. La lista quedó en segundo lugar. Ese mismo año asumió como concejala de la ciudad de Córdoba hasta 2005, encabezando el bloque Justicialista. Entre 2006 y 2007 fue subsecretaria de Estado en el gobierno provincial.
En las elecciones legislativas de 2005, fue candidata a diputada nacional, ocupando el quinto lugar en la lista justicialista. En diciembre de 2007 asumió como diputada para completar el mandato de Eduardo Accastello hasta 2009. Fue secretaria de la comisión de Defensa Nacional; y vocal en las comisiones de Ciencia y Tecnología; de Cultura; de Educación; de Legislación Penal; de Población y Desarrollo Humano; y de Relaciones Exteriores y Culto.
En 2008, votó en contra del proyecto de Ley de Retenciones y Creación del Fondo de Redistribución Social, apoyando un proyecto alternativo elaborado por Felipe Solá, junto con otros 13 diputados. En la votación de la Ley de Servicios de Comunicación Audiovisual estuvo ausente.
En el ámbito partidario, fue consejera provincial y congresal nacional del Partido Justicialista hasta 2008.